# Mirów (gemeente)
De gemeente Mirów is een landgemeente in het Poolse woiwodschap Mazovië, in powiat Szydłowiecki.
De zetel van de gemeente is in Mirów.
Op 30 juni 2004 telde de gemeente 3805 inwoners.

## Oppervlakte gegevens
In 2002 bedroeg de totale oppervlakte van gemeente Mirów 70,02 km², waarvan:
- agrarisch gebied: 63%
- bossen: 32%

De gemeente beslaat 14,93% van de totale oppervlakte van de powiat.

## Demografie
Stand op 30 juni 2004:
| Omschrijving                   | Totaal | Totaal | Vrouwen | Vrouwen | Mannen | Mannen |
| ------------------------------ | ------ | ------ | ------- | ------- | ------ | ------ |
| eenheid                        | aantal | %      | aantal  | %       | aantal | %      |
| inwoners                       | 3805   | 100    | 1871    | 49,2    | 1934   | 50,8   |
| bevolkingsdichtheid (inw./km²) | 54,3   | 54,3   | 26,7    | 26,7    | 27,6   | 27,6   |

In 2002 bedroeg het gemiddelde inkomen per inwoner 1246,58 zł.

## Administratieve plaatsen (sołectwo)
Bieszków Dolny, Bieszków Górny, Mirów, Mirów Nowy, Mirów Stary, Mirówek, Rogów, Zbijów Duży, Zbijów Mały.

## Aangrenzende gemeenten
Jastrząb, Mirzec, Skarżysko Kościelne, Szydłowiec, Wierzbica